# Bostanci

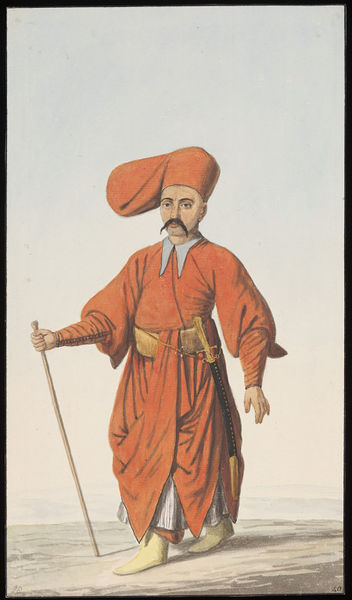
Una guardia del corpo dei Bostanci.

Bostaci, anche Bostandji e Bostangi (dal turco bostancı, letteralmente "giardiniere"), era un corpo delle guardie imperiali dell'Impero ottomano. I Bostanci erano principalmente responsabili della protezione del palazzo del sultano e suoi annessi. Custodivano anche l'harem e facevano da rematori sulla barca del sultano. Il loro capo era chiamato Bostanji-bashi (dal turco bostancıbaşı), ed aveva il rango di pascià. I bostanci erano 3 000, ed erano uniti con i giannizzeri in servizio militare. In tempo di guerra la loro forza raggiungeva i 12 000 uomini. Dall'inizio del XX secolo il loro numero scese a circa 600.